# Gennady Korotkevich
Gennady Korotkevich es un programador competitivo, que ha ganado competencias internacionales importantes desde la edad de 11 años, así como numerosas competiciones nacionales. Entre sus logros se incluyen seis medallas de oro consecutivas en la Olimpiada Internacional de Informática así como la Competición Internacional Universitaria ACM de Programación en 2013 y 2015.Gennady es el programador con mejor valoración en CodeChef, Topcoder, AtCoder, HackerRank y Codeforces.

## Biografía
Korotkevich nació en Gómel, Bielorrusia. Sus padres, Vladimir y Lyudmila Korotkevich, son programadores en el departamento de matemática de  la Universidad Estatal Francysk Skoryna Gomel. A los 6 años, empezó a interesarse en el trabajo de sus padres. A los 8, su padre diseñó un juego para niños para que él pudiera aprender programación.

Korotkevich captó la atención global cuándo clasificó para la Olimpiada Internacional de Informática (IOI) a la edad de 11 años, un récord mundial por un amplio margen.
Gennady logró la medalla de plata en su primera participación en IOI y posteriormente logró medallas de oro en todas las versiones entre 2007 y 2012. Es el competidor más exitoso  en la historia de IOI.
En el IOI de 2009 en Plovdiv, Korotkevich dijo de su éxito, "pruebo varias estrategias, y una de ellas es la correcta. No soy ningún genio. Simplemente soy bueno en esto." Afirma gastar entre tres y cuatro horas cada día en el computador, y sus pasatiempos favoritos son el fútbol y el tenis de mesa .
En 2012, Korotkevich se traslada a Rusia para estudiar en la Universidad ITMO. En el verano de 2013, hace parte del equipo de la Universidad ITMO que logra el primer puesto en la Competición Internacional Universitaria ACM de Programación. También ha sido el ganador de la competencia de programación Google Code Jam en 2014, 2015, 2016, 2017, 2018 y 2019.
En una entrevista en 2014, Korotkevich dijo estar inseguro sobre sus planes después de la graduación. "Lo que ocurra después aún no ha sido decidido" afirmó. "No tengo planes concreto a largo plazo. Acabo de terminar mi segundo año en la universidad. Para mí, es importante obtener una educación primero y después decidir sobre la vida laboral. Quizás  me dedique a la ciencia. Pero insisto, realmente no he decidido todavía."
En una entrevista en 2017, Korotkevich dijo "He conseguido ofertas de trabajo de Google y Yandex varias veces, pero no las he tomado... Estoy haciendo una maestría en Ciencias de la computación en el ITMO, después  pensaré que hacer."

## Logros
- Facebook Hacker Cup: ganador en 2014, 2015, 2019.[14][15]
- Topcoder Open:  Campeón "Marathon Match" en 2018 y 2019, Campeón de Algoritmos en 2014 y 2019.[16][17]
- Google Hash Code: campeón 2019.[18][19][20]

- Google Code Jam: campeón en 2014,[21] 2015,[22] 2016,[23] 2017,[24] 2018[25] y 2019.[26]
- Yandex Algorithm: ganador en 2010,[27] 2013,[28] 2014,[29] 2015[30] y 2017.[31]
- Russian Code Cup (organizador por Mail.Ru group): campeón en 2014[32] y 2016, subcampeón en 2013[33] y 2015.[34]
- Competición Universitaria ACM de Programación: miembro del equipo campeón en 2013[35]  y 2015.[36][37]
- Desafío Kotlin: ganador en 2014.
- Olimpiada Internacional de Informática: ganador absoluto en 2009, 2010[38] y 2011; medalla de oro en 2007 (puesto 20), 2008 (puesto 7)[39] y 2012 (Segundo puesto);[40][41] medalla de plata en 2006 (puesto 26).[42] Actualmente  tiene el récord de mayor cantidad de medallas de oro (seis) y primer lugar absoluto (tres).
- All-Russian Team Olympiad in Informatics: ganador en 2007, 2009, 2010 y 2011 y subcampeón en 2008.[43]
- Topcoder High School Competition: campeón en 2010 ganador, subcampeón en 2009.[44]
- Snarknews Summer Series: ganador en 2010, 2011, 2012, 2013, 2014 y 2015.
- Snarknews Summer Series: subcampeón en 2008, 2010, y 2011, campeón en 2012, 2013 y 2014.
- Vekua Cup: Miembro del equipo ganador en 2013.
- Campeonato CROC: ganador en 2013[45]  y 2016.[46]
- Concurso de resolución de problemas de Internet: Miembro del equipo ganador en 2011, 2013 y 2017.[47]
- Challenge24: Miembro del equipo subcampeón en 2013 y 2014.[48][49]
- Marathon24: tercer puesto por equipos en 2015.[50]
- Deadline24: Tercer puesto por equipos en 2016, miembro del equipo ganador en 2017 y 2018.[51]
- En la ronda 1B del Google Code Jam 2012, logra una puntuación perfecta en solo 54 minutos y 41 segundos de concurso.[52]
- En 2015 participó en la competencia matemática internacional para estudiantes universitarios donde recibió una medalla de oro, siendo el puesto 47 a nivel individual,[53] y puesto 10 entre los miembros del equipo de la Universidad ITMO.[54]
- Code Festival Grand Final: Segundo puesto en 2016 y ganador en 2017.

Codechef Snackdown
- Ganador del Codechef Snackdown 2016 (equipo)
- Ganador del Codechef Snackdown 2019 (equipo)

Torneos de Codeforces
- Rockethon — ganador en 2014, 2015[27]
- ZeptoCodeRush — tercer puesto en 2014, ganador en 2015[55]
- Looksery Cup — ganador en 2015
- VK Cup: Tercer puesto individual en 2012,[56] ganador por equipos en 2015 y 2016.[57]